# Bát lộ quân
Bát lộ quân (chữ Hán: 八路軍) là lực lượng quân sự do Đảng Cộng sản Trung Quốc nắm quyền lãnh đạo. Trong thời kỳ Quốc-Cộng hợp tác. Đội quân này được tổ chức lại thành Tập đoàn quân số 18, quốc dân cách mệnh quân (國民革命軍第十八集團軍), nằm trong biên chế của quân đội Trung Hoa Dân quốc, thực tế vẫn do đảng viên Đảng Cộng sản Trung Quốc nắm quyền lãnh đạo, hoạt động từ năm 1936 đến 1947. Cùng với Tân Tứ quân, Bát lộ quân được xem là thành phần nòng cốt, tiền thân hình thành nên Quân Giải phóng Nhân dân Trung Quốc.

## Lịch sử hình thành
- Bát Lộ Quân được thành lập vào ngày 22 tháng 8 năm 1937, là lực lượng quân sự do Đảng Cộng sản Trung Quốc lãnh đạo trong thời kỳ Quốc-Cộng hợp tác chống Nhật Bản xâm lược.
- Tiền thân của Bát Lộ Quân là các Hồng quân trực thuộc Đảng Cộng sản Trung Quốc hoạt động ở các khu vực phía bắc Trung Quốc.
- Sau sự kiện Lư Câu Kiều, hai phe Quốc-Cộng hợp tác để chống Nhật, Bát Lộ Quân được thống nhất thành một lực lượng quân sự chính thức.[2]